# Cordel de Merinas
El cordel de merinas es una vía de transporte antigua entre Salamanca y Medina del Campo. Como su nombre indica se usaba entre otras cosas para llevar ovejas merinas al mercado de Medina.
Se trata de una prolongación del denominado Cordel del Valle, que nace de la Cañada Vizana en Plasencia. Entra en la provincia de Ávila por el puerto de Tornavacas, discurre por Gil García, Umbrías y La Carrera, hasta llegar a Barco de Ávila. Continúa hacia el norte por Encinares y La Horcajada. Cruza el río Corneja. Discurre por Villar de Corneja, Valdemolinos y El Mirón, atraviesa la sierra de Villanueva y prosigue su recorrido por Aldealabad del Mirón, Arevalillo y por Zapardiel de la Cañada, Pascualcobo y Cabezas del Villar, desde donde abandona la provincia para internarse en la de Salamanca por el término de Salmoral. Finalmente, después de atravesar los términos de Mancera de Abajo, Cantaracillo y Rágama, penetra en la provincia de Valladolid hasta alcanzar Medina. Su longitud aproximada es de 100 km, de los que 70 discurren por la provincia de Ávila y el resto por la de Salamanca.
- Datos: Q5788334